# Liparophyllum gunnii
Liparophyllum gunnii, comumente conhecida como marshwort alpino, é uma espécie de planta aquática da família Menyanthaceae. É o tipo do género Liparophyllum. É uma planta de zonas húmidas com uma estrutura de raiz rizoma e folhas lineares alternadas. As suas flores aparecem isoladamente, são de cinco pétalas e brancas. As flores surgem e abrem-se de dezembro a fevereiro; as frutas de dezembro a abril. L. gunnii é originária da Tasmânia e da Nova Zelândia.
O epíteto específico "gunnii" homenageia Ronald Campbell Gunn, o coleccionador do tipo de espécime desta planta.